# Zoum Yemvak
Zoum Yemvak (ou Zoum) est un village Cameroun situé dans le département du Dja et Lobo.
Il est le chef lieu de la chefferie traditionnelle de deuxième degré Yemvak 750.